# نوكيا 3220
نوكيا 3220 هو هاتف محمول النّظام الشامِلُ للإتّصالاتِ النّقالة، سلسلة 40 من نوكيا. تم تقديم نوكيا 3220 في 31 مايو 2004 كجهاز «ممتع» مزود بمصابيح ثنائي باعث للضوء وأغطية إكسبرس أون. كان أول هاتف على مستوى الدخول يوفر وصولاً كاملاً إلى الإنترنت، مع متصفح لغة ترميز النص الفائق القابلة للتمديد وعميل البريد الإلكتروني بروتوكول مكتب البريد/بروتوكول الوصول إلى رسائل الإنترنت. يستخدم الهاتف المزود بكاميرا ثلاثية الموجات الخدمة الراديوية العامة للرزم ومعدلات البيانات المحسنة لتطور النظام العالمي للاتصالات المتنقلة لاتصالات الإنترنت الخاصة به.

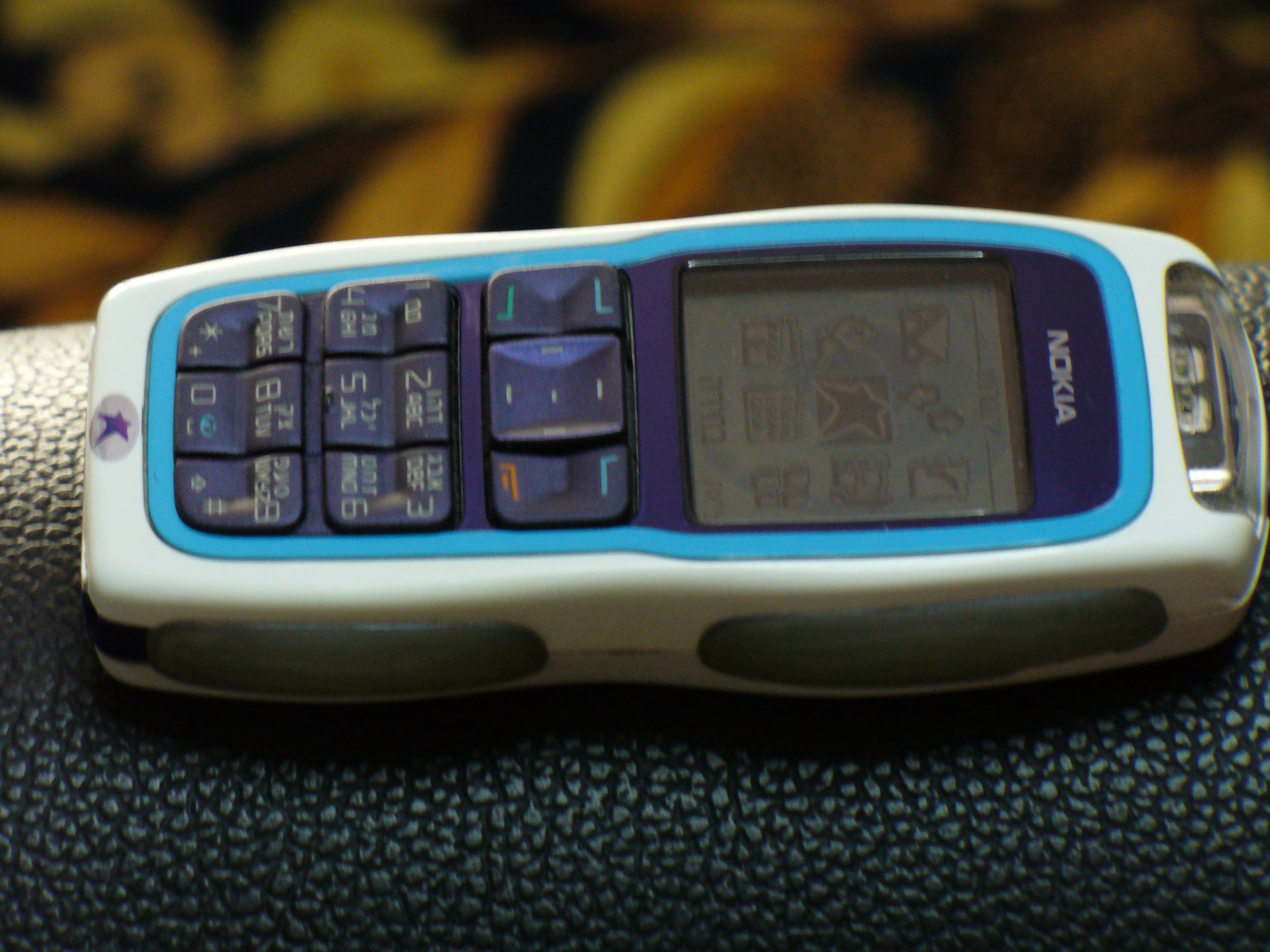
نوكيا 3220

يمكن اعتبار الهاتف بمثابة ترقية لنوكيا 3200. مثل 3200، يمكن للمستخدم إنشاء لوحات الوجه الخلفية المخصصة. استنسل متوفر في العبوة. أثناء إزالة ميزات مثل الأشعة تحت الحمراء وراديو إف إم المدمج، تتم إضافة ميزات جديدة مثل الأضواء الساطعة ثنائي باعث للضوء الإيقاعية (اثنان على كل جانب)، والرسائل الموجية، والاتصال الصوتي، والموضوعات، ومسجل الفيديو. مع إضافة لوحة وجه اختيارية، عندما يتم التلويح بالهاتف ذهابًا وإيابًا بسرعة، يتم إصدار رسالة نصية خفيفة في الهواء. يمكن إضافة راديو إف إم باستخدام منفذ بوب بورت الخاص بالهاتف. يتميز 3220 بشاشة ملونة 16 بت (65536)، وهو تحسن عن الشاشة الملونة 3200 12 بت (4096). يحتوي الهاتف أيضًا على ذاكرة داخلية أكبر من 3200. تمت ترقية كاميرا التنسيق المتوسط العام أيضًا إلى 0.3 ميجابكسل منظومة العرض المرئي (دقة 640 × 480، للصور)، وتتميز بإمكانية تسجيل الفيديو (128 × 96). بوزن 86 جرامًا فقط، يتميز هاتف نوكيا 3220 بخفة الوزن أيضًا.
يحتوي الهاتف على متصفح مدمج يبدو أنه بطيء جدًا (من حيث معالجة البيانات) للكثيرين. يمكنه تنزيل ملفات بأي تنسيق ولكن لا يمكنه فتح نص تثبيت البرنامج ورسوميات شعاعية قابلة للتمديد وتنسيق ملف الصوت الموجي وإم بي 3 وإم بي 4 وما إلى ذلك. الملفات. يقوم بتنزيل العديد من الملفات المحمية بحقوق الطبع والنشر. لا يمكن إرسال هذه الملفات عبر خدمة رسائل الوسائط المتعددة. يدعم هذا الهاتف رسائل الوسائط المتعددة التي تقل عن 100 كيلو بايت. يجب أن تكون ألعاب أو تطبيقات جافا أقل من 120 كيلوبايت وإلا فلن يتمكن الهاتف من تشغيلها. يعاني من نقص في الذاكرة وغالبًا ما يتسبب في توقف تطبيقات جافا بسبب نقص ذاكرة الوصول العشوائي.
في نوفمبر 2004، قدمت نوكيا غلاف اتصال المجال القريب لجهاز 3220 مما يجعل طراز نوكيا 3220 الأول على الإطلاق مع تقنية اتصال المجال القريب، بشرط تضمين الوظيفة الإضافية.
التنسيقات المدعومة: صورة: جي بي جي، جيه بيه إيه جي، ملف صورة نقطية، صورة نقطية مستقلة عن الجهاز، تنسيق الصورة النقطية لبروتوكول التطبيقات اللاسلكية، رسومات الشبكة المحمولة، نسق الرسومات المتبادلة. صوت: الواجهة الرقمية للآلات الموسيقية وملف متعدد معدل الترميز وإم بي 3 (البرنامج الثابت فقط v5.10 أو أعلى). جافا: جار، جاد. الموضوع: إن تي إتش.

## إصدارات
- نوكيا 3220b لأمريكا الشمالية-النّظام الشامِلُ للإتّصالاتِ النّقالة 850/1900 مع تقنية الخدمة الراديوية العامة للرزم ومعدلات البيانات المحسنة لتطور النظام العالمي للاتصالات المتنقلة.
- نوكيا 3220 لأوروبا/آسيا/أفريقيا-النّظام الشامِلُ للإتّصالاتِ النّقالة 900/1800/1900 مع تقنية الخدمة الراديوية العامة للرزم ومعدلات البيانات المحسنة لتطور النظام العالمي للاتصالات المتنقلة.